# Arno von Buettner Ristow
Arno von Buettner Ristow (Brusque, 13 de abril de 1949) foi um médico brasileiro.
Foi eleito membro da Academia Nacional de Medicina em 2012, ocupando a Cadeira 80, da qual Júlio Oscar de Novaes Carvalho é o patrono.